# Province de La Manche
La province de La Manche (en espagnol : provincia de La Mancha) est une ancienne province espagnole (1691-1833) résultant d'une partition du royaume de Tolède.
Par le décret royal du 30 novembre 1833, la régente Marie-Christine dissout la province.